# Ontake
Ontake (Japans: 御嶽山, Ontake-san; ook wel Kiso Ontake, 木曽御嶽山, Kiso Ontake-san) is een Japanse stratovulkaan. Hij is 3067 m hoog en is daarmee de op een na hoogste vulkaan in Japan. De berg ligt op 100 km ten noordoosten van Nagoya, op de grens tussen Kiso en Ōtaki, in de prefecturen Nagano en Gifu. Deze berg dient niet verward te worden met Mitake, een berg in Tokio waarvan de naam met dezelfde Japanse karakters wordt geschreven, of met diverse andere Japanse bergen die dezelfde naam Ontake dragen. 
De vulkaan kent vijf kratermeren, waaronder het hoogst gelegen meer van Japan (Ni no Ike, 二ノ池) op 2905 m. De berg behoort tot de drie heilige bergen van Japan en is onderdeel van de Japanse Alpen. Het vulkanisch complex waar Ontake deel van uitmaakt omvat minstens vier stratovulkanen, die ongeveer 680.000 tot 420.000 jaar geleden zijn gevormd. Sinds zijn ontstaan is Ontake zelf minstens 300.000 jaar inactief geweest.

## Vulkanisme
- 1979/1980: Hoewel de vulkaan tot 1979 als inactief werd beschouwd vonden er vanaf dat moment plotseling diverse erupties plaats, waarbij oogsten van boeren in de omgeving verloren gingen.
- 1984: In september 1984 vond na een aardbeving een aardverschuiving aan de zuidkant van de vulkaan plaats, waarbij 29 mensen omkwamen.[2]
- 2007: Er vond een eruptie plaats.
- 2014: De recentste eruptie begon op zaterdag 27 september 2014 rond 11:53 plaatselijke tijd.[3] Van de ongeveer 300 mensen die zich op het moment van de onverwachte eruptie op de berg bevonden als wandelaars en klimmers zijn er met zekerheid 56 overleden. Daarmee werd dit de dodelijkste vulkaanuitbarsting in Japan sinds 1926, toen een eruptie in Hokkaido aan 144 mensen het leven kostte.[4][5][6]

## Galerij

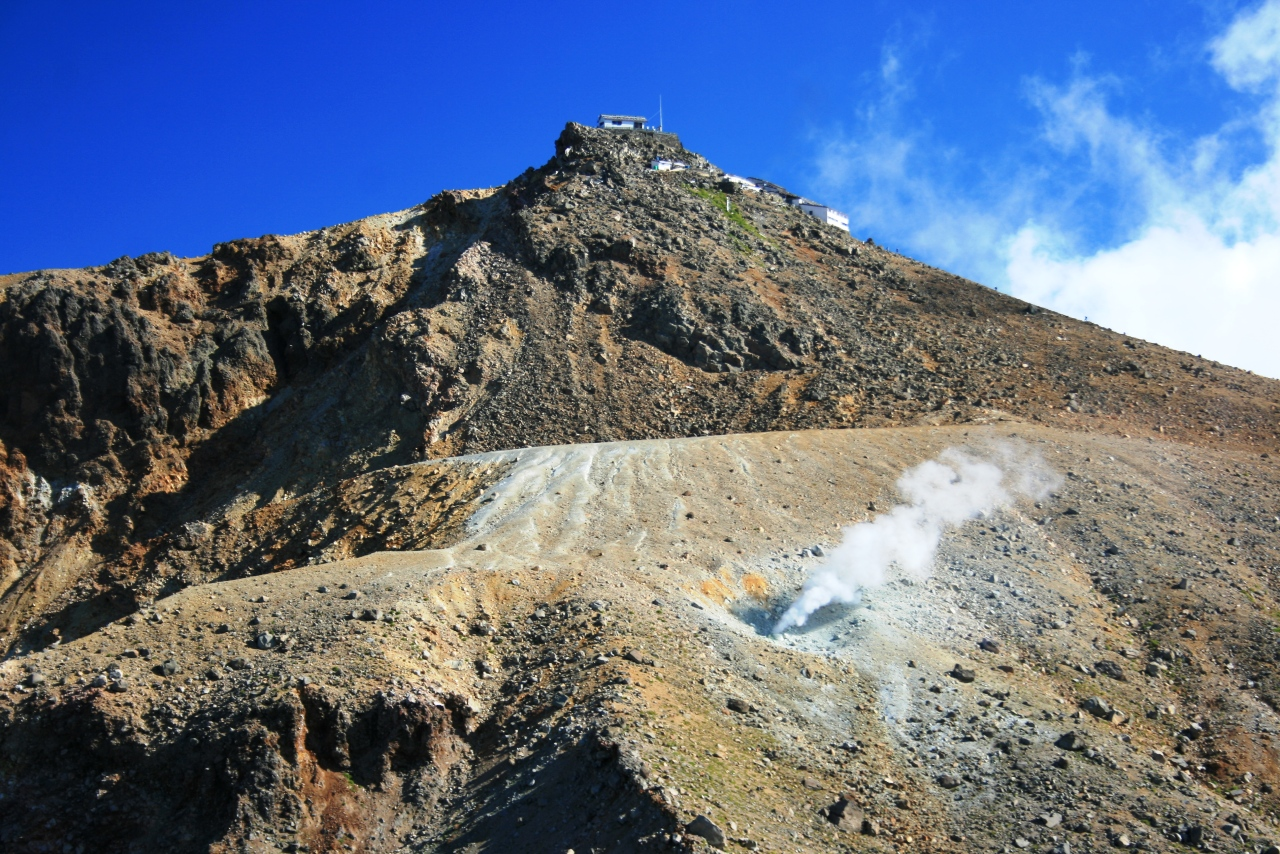
Ontake waar vulkanisch gas opstijgt
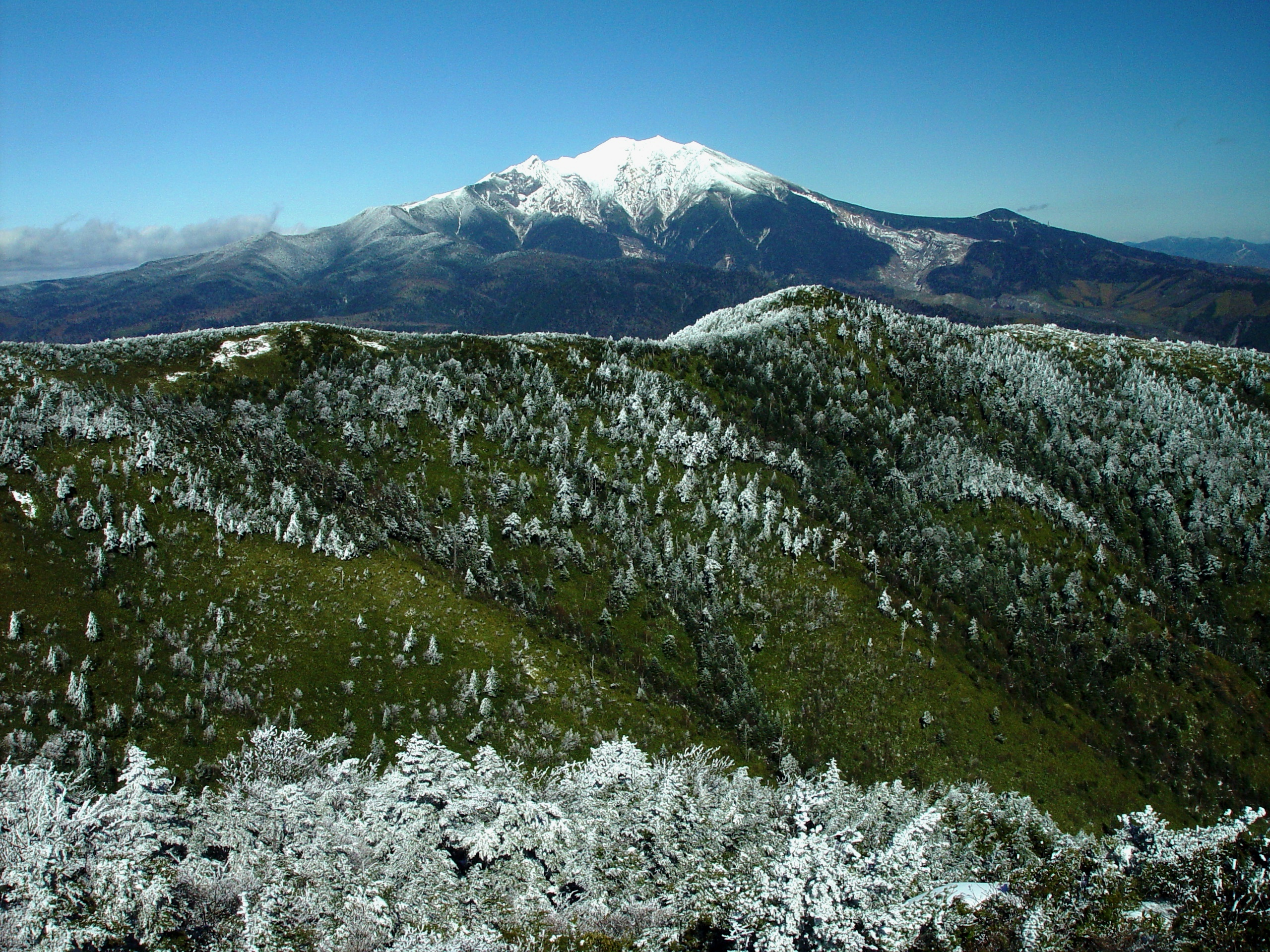
Ontake gezien vanaf de Kohide
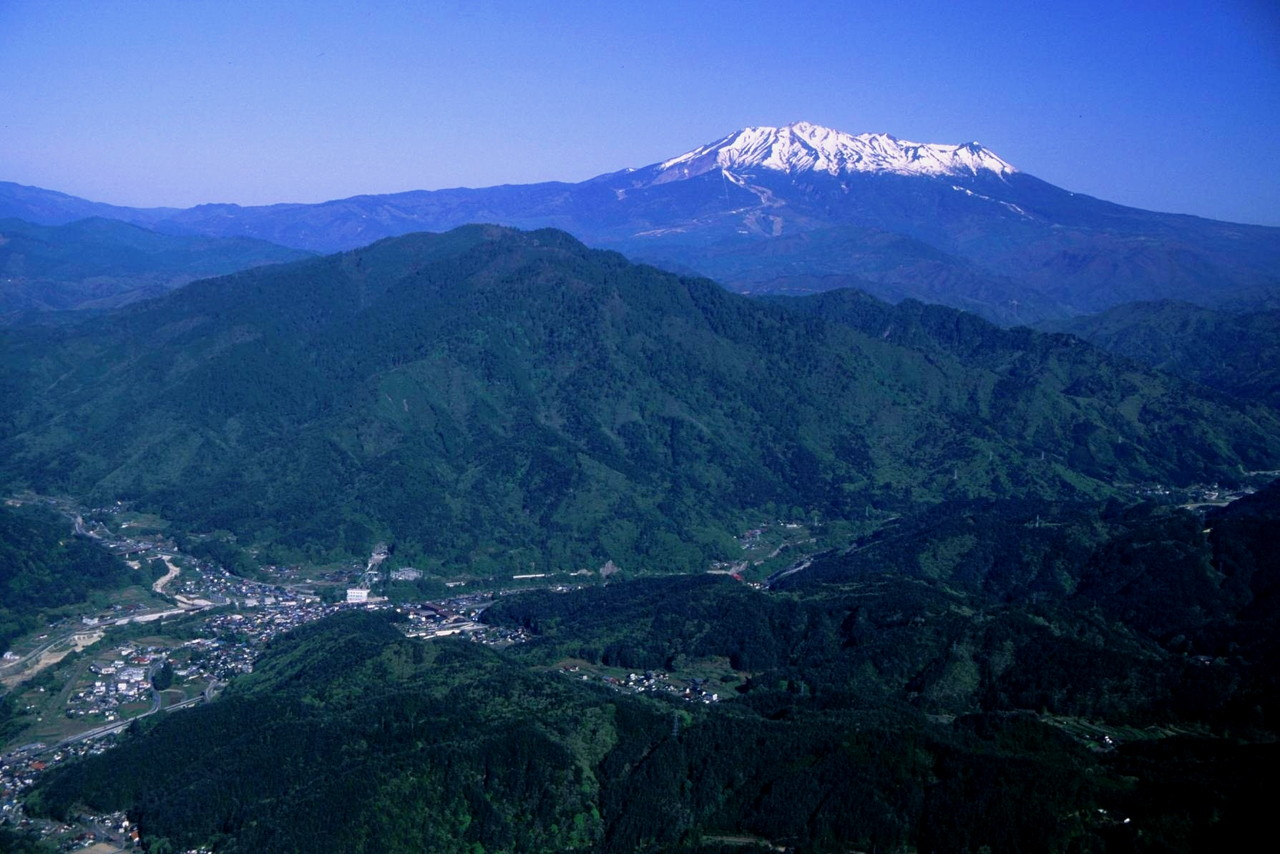
Ontake en Agematsu, Nagano gezien vanaf de Kazakoshi
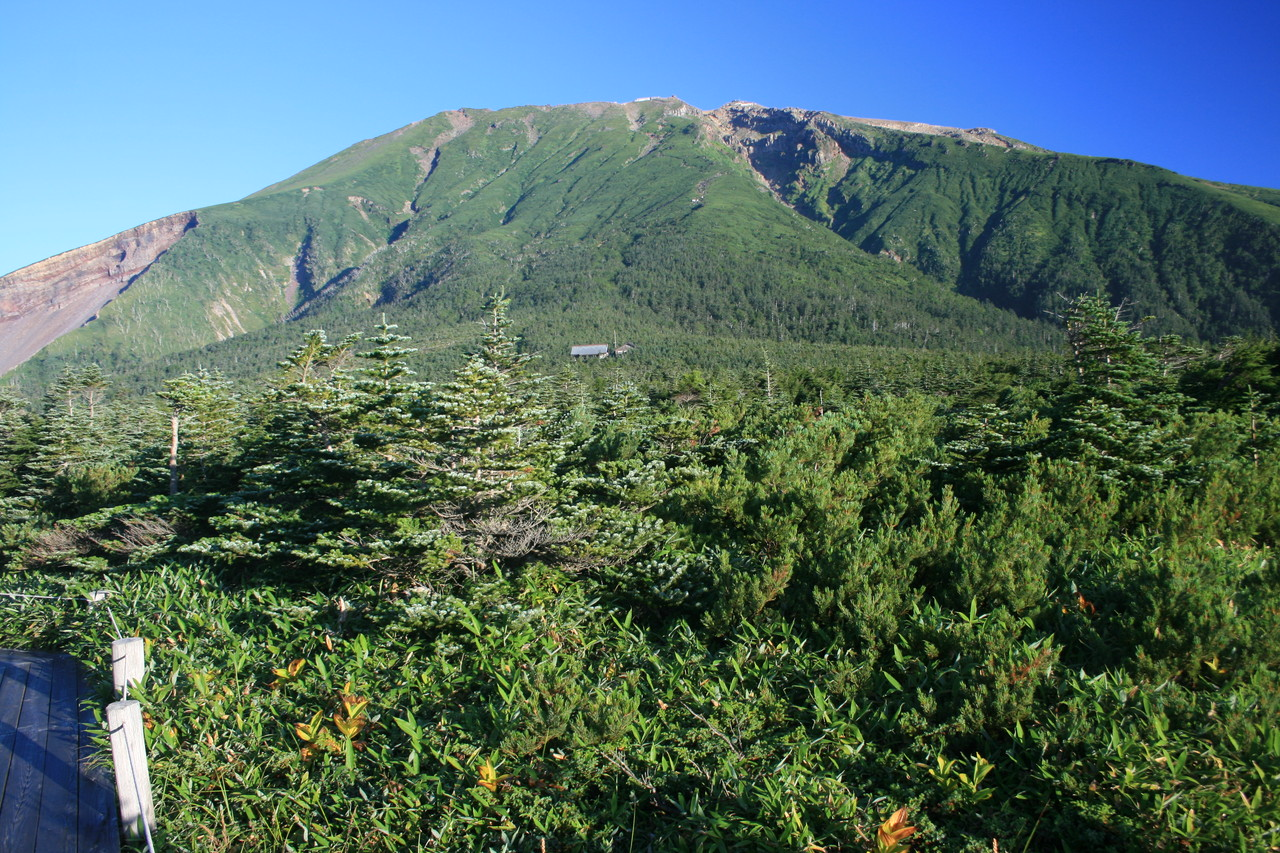
Ontake gezien vanaf Tanohara Natural Garden